# Helena Winkelman
Pour les articles homonymes, voir Winkelman (homonymie).
Helena Winkelman (née à Schaffhouse en Suisse le 27 février 1974) est une compositrice et violoniste suisso-néerlandaise.

## Biographie
Helena Winkelman étudie d'abord le violon au Conservatoire de Lucerne avec Herbert Scherz et Gunars Larsens, puis à l'académie de musique de Mannheim-Heidelberg avec Valery Gradow, à New York avec Daniel Phillips et à l'Académie de musique de Bâle avec Thomas Füri. 
Elle étudie la composition à l'Académie de musique de Bâle sous la direction de Roland Moser pour son diplôme et de Georg Friedrich Haas pour son brevet (2007/2008). Elle participe également à des classes de maître avec Gidon Kremer, Hansheinz Schneeberger, Gerhard Schultz, Beat Furrer, Peter Eötvös et György Kurtág.
Depuis 1997, elle est compositrice et violoniste indépendante. Outre ses activités en tant que compositrice, elle se produit en récital soliste et en concerts de musique de chambre et se consacre au style de l'improvisation. En 2011, elle prend la direction artistique de la Camerata Variabile Basel,,.
En 2001, elle remporte le prix violoniste Pro Musicis Award. Elle est ensuite invitée à faire ses débuts au Weill Recital du Carnegie Hall, à New York et à la Salle Cortot à Paris. Elle enregistre pour la Radio DRS 2, WBGH de Boston et à la Süddeutscher Rundfunk (SDR) de Stuttgart. Pendant de nombreuses années, elle est invitée lors de divers festivals, tels l’Open Chamber Music Festival de Prussia Cove en Angleterre, au Bastad Festival en Suède, au festival Alpentöne en Suisse, au festival Gstaad, ainsi qu'au festival jeune artiste en concert de Davos. Pendant ses études de composition (2003–2008), elle est membre de l’Orchestre du Festival de Lucerne sous la direction de Claudio Abbado.
En 2013, elle est compositeur en résidence au festival d'Ernen, en Suisse et en 2014, lors du festival de Lockenhaus, en Autriche.
Helena Winkelman, en tant que compositrice, a reçu des commandes, notamment de la Harvard Musical Association de Boston, du Sinfonietta de Bâle, de Pro Helvetia, de l'association Musica femina münchen, du festival de piano de Saint-Ursanne, de la SIMC de Bâle ; de Pro Musicis à Paris ; du festival de musique de chambre IMS Prussia Cove/Nicholas Berwin, en Angleterre ; du festival de Lucerne, de l'Orchestre de chambre de Bâle, de l'ensemble MusikFabrik de Cologne, du festival Zeitkunst de Berlin, de l'ensemble Asian Art de Berlin, de la Camerata de Zurich, du festival Young Artists in Concert à Davos, du festival de Gstaad, du festival de musique de chambre de Marsac en France et du Alpentöne Festival, Altdorf.
Ses compositions sont jouées dans le monde entier, notamment par l'Ensemble Phoenix de Bâle, le Quatuor Arditti, le Quatuor Schumann, le Quatuor Vogler, le Chœur de la radio de Lettonie, le groupe vocal de Putni (Riga), la Camerata Variabile de Bâle, l'Orchestre de chambre de Munich, l'Orchestre de chambre de Bâle, l'orchestre symphonique de Saint-Gall, le Sinfonietta de Bâle, l'Asian Art Ensemble Berlin, ainsi que de nombreux solistes, tels que Viviane Chassot (accordéon), Patrick et Thomas Demenga (violoncelle), Dana Ciocarlie (piano) 
Elle vit à Bâle depuis 1998 et joue sur un violon de Francesco Ruggieri de 1687.

## Prix et bourses
- 1995 : Premier Prix du concours international Andrea Postacchini de Fermo, Italie
- 1996 : prix Walther Bringolf de la Ville de Schaffhouse
- 1997 : Bourse de l'orchestre des jeunes Gustav Mahler
- Bourse d'études de la fédération des coopératives Migros et de la Fondation Göhner. 96/97
- Prix de Composition de la fondation KulturRaumSchaffhausen
- Séjour à Berlin en 2012 (KulturRaumSchaffhausen)
- Werkaufenthalt à Londres 2008/2009 (Fondation Landis et Gyr)
- 2016 : Prix Georg Fischer de la Ville de Schaffhouse
- 2017: Prix de la musique de l'union Suisse

## Œuvres

### Opéras/Théâtre musical
- Extravagancia 2010 (Durée : 1h 10 min)
Opéra de chambre sur la pièce de théâtre de Rafael Spregelburd, Buenos Aires (en espagnol). Pour mezzo-soprano et baryton-basse, ensemble de chambre : piccolo/flûte/flûte alto, clarinette/clarinette basse, violon, contrebasse, bandonéon, synthétiseur et vidéo. Première Représentation au théâtre Colón en 2010 :  Ensemble Phönix, direction Jürg Henneberger, Robert Koller (baryton-basse), Cecilia Arellano (mezzo-soprano). Mise en scène : Rafael Spregelburd
- Satanica 2010 (Durée : 45 min)
Opéra de chambre sur un livret de Rafael Spregelburd, Buenos Aires (en espagnol). Pour baryton-basse et soprano, ensemble de chambre : Piccolo/Flûte/flûte alto, clarinette/clarinette basse, violon, contrebasse, bandonéon, piano (Obertonstimmung TRAD ?), synthétiseur, électronique. Première Représentation au théâtre Colón en 2010 : Ensemble Phönix, direction : Jürg Henneberger, Robert Koller (baryton-basse), Cecilia Arellano (mezzo-Soprano). Mise en scène : Rafael Spregelburd
- Das Allmachtsrohr 2014 (Durée : 1 h 30 dont 90 minutes de musique)
Théâtre musical sur des textes d'Adolf Wölfli avec Steamboat Switzerland, clarinette/clarinette basse et violon amplifié. Texte d'Helena Winkelman. Scénographie : Photos d'Adolf Wölfli. Mise en scène : Meret Matter. Avant-première à la Dampfzentrale de Berne en 2014. En mémoire de Florian Winkelman.

### Musique de chambre
- Vestibula.  Pour flûte/piccolo, clarinette et harpe en Obertonstimmung. Inspiré par les poèmes de Giuseppe Ungaretti. commande et création:  MusikFabrik de Cologne en 2009. Durée : 18 min
- Moiren. Trio avec piano. création à Berne, commande du Trio Montin, Berne, 2009. Durée : 28 min
- Par correr miglior acqua. Trio à cordes sur le premier Chant du purgatoire de Dante. Mandat de la SIMC Bâle, Création en 2009 par le trio à cordes Eranos, à Bâle. Durée : 18 min
- KLE-E-ANGE (Ange pour les amis) 8 duos pour violon et accordéon, inspiré par la Engelbilder de Paul Klee. Création le 23 mars 2018 au festival Le Printemps du Violon avec Viviane Chassot, accordéon. Durée : 19 min
- Follia.  Pour clavecin, viole de gambe et flûtes à bec / version pour piano, clarinette et violoncelle. Durée : 15 min
- Appel à la Licorne.  Pour 6 cors naturel et un cor en fa. Durée : 8 min
- Sic amicus amicum fugit.  Pour cor, violon et piano. Commande de Pro Musicis, Paris. Durée : 12 min
- Scènes d'un mariage pour clarinette basse et saxophone soprano. Écrit pour le mariage de Sacha Armbruster et Karin Dornbusch.
- Stasera. Duo pour trombone et piano, sur un poème d'Ungaretti. Commande de Amrein/Henneberg. Durée : 20 min
- Die Rheinsirene. Septuor sur un texte de Martin Dean pour violon, alto, violoncelle, contrebasse, cor, clarinette et basson. Commande de l'Ensemble Fiacorda, Bâle. Durée : 18 min
- Quatre danses suisses, pour piano à quatre mains. Commande 2013, du festival de piano de Saint-Ursanne — 1. Marche des maraudeurs, 2. Valse hypnotique, 3. Sensomotorischer Schottisch 4. Polka psychédélique. L'Écossais est une petite scène théâtrale. Durée : 12 min
- Aber Hans!  - Brève Paraphrase sur le compositeur bâlois Hans Huber, pour flûte, clarinette, piano, violon et violoncelle. Commande pour le compte de la société Hans Huber de Bâle. 2014. Durée : 6 min
- Louange. Trio pour baryton, alto et violoncelle. Créée en Gare du Nord à Bâle, 2013. Commande de Jessica Horsley. Durée : 15 min
- L'interprétation des rêves, 4 poèmes pour harpe en Obertonstimmung, clarinette/clarinette basse, flûte/piccolo, quatuor à cordes et récitation des poèmes. (Johanna Arp, Irène Gayraud, Friederike Mayröcker, Tal Nitzan) Commande du festival des arts de Berlin. Durée : 24 min
- Bacchanalia, en six mouvements pour violon, violoncelle, clarinette en la/mi bémol et piano. Commande du festival de musique de Marsac, France. Création par Alasdair Beatson, piano ; Chiara Enderle, violoncelle, Janis Tretjuks, clarinette et Helena Winkelman, violon. Durée : 23 min

### Quatuors à cordes
- Quatuor Quadriga, Quatuor à cordes no 1 en quatre mouvements. Création par le Quatuor Arditti en 2011. Commande de la Kammermusikgesellschaft de Bâle. Dédié à Eberhard Feltz. Durée : 26 min

- Le Perroquet de papa Haydn, Quatuor à cordes no 2 en 8 mouvements. Paraphrase sur «  L'oiseau », op 33 no 3 de Joseph Haydn. Commande de la fondation Esterhazy. Créée par le Quatuor Schumann en 2016, au Château Esterhazy, Eisenstadt. Durée : 18 min

- The Clock, Quatuor à cordes no 3, en un mouvement. Commande du Quatuor Merel. Création en 2017, Zwischentöne - festival d'Engelberg. L'ouvrage intègre les cloches du monastère d'Engelberg. Pour les concerts à d'autres endroits, une bande son est nécessaire pour jouer l'œuvre. Durée : 11 min

### Concertos
- Tree Talk, pour deux violoncelles solistes et orchestre à cordes. Création 2011, petite Tonhallesaal de Zurich. Camerata de Zurich, Thomas et Patrick Demenga (violoncelles). Durée : 12 min
- Miorita, double concerto pour trompette/Büchel/Tierhörner et cor des alpes/Büchel/Tierhörner accompagnés d'un orchestre de chambre. Première à l'Église Saint-Martin de Bâle en 2011. Orchestre de chambre de Bâle (commanditaire), Balthasar Streiff et Simon Lilly, solistes. L'œuvre d'une durée de trente minutes a un prologue d'une égale longueur, pour des élèves à partir de douze ans. Réalisé en collaboration avec un metteur en scène, des musiciens de l'orchestre et les solistes.
- Canto Circolare, pour violon et orchestre à cordes. Commande de Arosa Kultur. Durée : 16 min, Création par Sofiia Sonya Suldina (violon) et Sebastian Gottschick (direction), en 2017.
- Double concerto pour deux flûtes à bec et orchestre à cordes. Commande 2018 pour le  Bachfests de Schaffhouse. Création par Priska Comploi et Teun Wisse, flûtes à bec.

### Pour ensemble
- Herrgott und Teufel, pour piano, deux chalemies, deux récitants, trio à cordes et deux percussionnistes. Création en 2001, au Festival « Young Artists in Concert », de Davos. Durée : 33 min Sonorisation (sans aide informatique) par Anagramms de Thomas Brunnschweiler (Bâle).
- From the Ashes... sur le mythe du Phénix. Création Ensemble Phoenix. Durée : 45 min
- Fremdländler.  Pour hackbrett, clarinette, violon, alto, violoncelle et contrebasse. Création par la  Camerata Variabile de Bâle et Noldi Alder. Durée : 14 min
- Chill t'horn.  Pour hackbrett, clarinette, violon, alto, violoncelle et contrebasse. Création au festival de Lucerne en 2010, par l'Ensemble Helix. Durée : 8 min
- Felsenresonanz, pour Sheng (orgue à bouche chinois), daegeum (flûte coréenne) janggu (tambour coréen) et trio à cordes. Création au Museum of Asian Art à Berlin, en 2012, par l'Asian Art Ensemble. Durée : 15 min
- Dans un ancien parc, pour marimba, piano, saxophone soprano/alto, accordéon, guitare et percussions. Création à l'École cantonale Burggraben à Saint-Gall.
- L'interprétation des rêves pour harpe en Obertonstimmung, Quatuor à cordes, clarinette et flûte et de quatre citations de poètes. Commande du Zeitkunst au Festival de Berlin. Création au Radialsystem à Berlin en 2011. Durée : 25 min (Poèmes de Mayröcker (Autriche), Meltzow-Arp (Allemagne), Gayraud (France) et Nitzan (Israël)).
- Messages from a pure land, pour shakuhachi, koto (30 cordes), Ko-Tsuzumi, Quintette à cordes et trompette. Création à la Philharmonie de l'opéra de Tokyo. Commande de l'Ensemble Nomad, Tokyo (2016). Durée : 11 min
- Suonen, pour quatuor de flûtes (de piccolo à contrebasse) et bande son. Commande de « Association Soufflee Animes ». Création par Tetraflutes 2017. Durée : 22 min
- Ronde des Lutins, pour schpillit haut-valaisans (2 clarinettes, 2 hackbretter, accordéon, violon, contrebasse) et Geisterchor (8 voix), 2017. Durée : 35 min Création au festival de Lucerne, en 2017. Commande du festival et de l'Alpentöne-Festivals.

### Pour orchestre
- Vers l'ouvert pour l'orchestre symphonique sans double en bois. Commande du Basel Sinfonietta, création 2008. Durée : 18 min
- Bandes dessinées (orchestre à cordes). Commande de Musica Femina de Munich. Créée par l'Orchestre de chambre de Munich, en 2012. Durée : 15 min
- Skan, pour bois, cuivres et percussions (3 interprètes) Commande de l'orchestre symphonique de Saint-Gall, dans le cadre des œuvres Suisses. Création 2016, sous la Direction de Yoel Gamzou. Durée : 18 min

### Pour ensemble de cuivres, Big Band, cors des alpes...
- Road Runner, pour Big Band (4 Saxophones, 4 trompettes, 1 cor en fa, piano, guitare jazz, guitare basse, batterie). Créé au Zeiträumefestival de Bâle en 2017, par Bond's Big Band, dirigé par Christian Leitherer. Durée : 12 min 1. Shot and bothered 2. Filant along 3. Fast and Furry-ous.
- Road Runner, pour orchestre d'harmonie (piccolo, flûte, onoe, 4 clarinettes, clarinette basse, saxophones alto, saxophone ténor, basson, 4 trompettes, 2 cors en fa, 3 trombones, euphonium, tuba, Vibra (soliste)/ marimba, timbales, percussions) 1. Little go beep 2. Freeze Frame 3. Here they go go go! Création mondiale au Zeiträumefestival de Bâle, en 2017, avec les Südbaden Winds, sous la direction de Gordon Hein. Durée : 17 mim.
- Road Runner, pour petit orchestre d'harmonie (8 trompettes, 2 trombones, 1 trombone basse, 1 tuba contrebasse, 2 caisses claires) Création au Zeiträumefestival en 2017. Direction : Jean-Claude André. Durée : 15 min 1. Zoom at the Top (dédié à Reinhold Friedrich) 2. The solid tin coyote (en Souvenir de Michel Daudin) 3. Ready, Set, Zoom (dédié à Jean-Claude André) 4. War and pieces 5. Whoa be gone! (dédié à Uwe Dierksen)
- Appel à la licorne (Einhornjagd) pour 6 cors naturels en ré), et un ventilhorn. Pour jouer en extérieur. Durée : environ 8 min Création au Festival des Forêts, Compiègne en 2007.

### Avec voix
- 6 Haiku.  Pour baryton-basse, trio à cordes, guitare et petites percussions, dédié au baryton Kurt Widmer. Création en 2007. Durée : 12 min
- Canto 33.  Pour ensemble vocal (19 voix solistes), percussions, le clarinette contrebasse et harpe en Obertonstimmung, sur le dernier Chant du Paradis (Canto 33) de Dante. Durée : 60 min Créé en 2015, dans la Cathédrale d'Erfurt, par le chœur de la radio de Lettonie sous la direction de Kaspars Putnins.
- Zauber – und Bannsprüche aus alter Zeit, pour 8 voix de femmes et ensemble instrumental (hackbrett, violon, violoncelle, contrebasse, clarinette, zinc (cornet à bouquin), il faut aussi une brummtopf, un tambour sur cadre, plusieurs hochets, un grand tam-tam. Créé en 2013 au Alpentönefestival par le chœur letton Putni et un ensemble ad hoc. Durée : 40 min (13 courtes pièces) Texte : proverbes lettons et suisses de l'époque préchrétienne.
- VierEinig, huit nouvelles chansons populaires dans les quatre langues nationales, pour chœur mixte et orchestre, violon, violoncelle, contrebasse, zink, clarinette et hackbrett). Commande des solistes vocaux de Bâle. Direction : Sébastien Goll. Créé en 2014, à l'Église Saint-Pierre de Zurich.
- Blaga 11, Miniatures pour soprano et violon/alto. Création partielle en Gare du Nord de Bâle, en 2016. Durée : environ 25 min La mise en musique de 11 Poèmes de Poemele Luminii du Poète roumain Lucian Blaga. Au nom de Céline Wasmer (Soprano) et Mirka Skepanovic. (Vl et Vla). Dédié à György et Marta Kurtag.
- Ronde des lutins, pour les sCHpillit (2 hackbrett, 2 clarinettes, 2 accordéons, contrebasse, violon et Chœur d'hommes à 8 voix). Commande des festivals de Lucerne et d'Alpentöne. Création sous la Direction de Peter Siegwart. Dédié à Heinz Holliger.

### Avec violon
- Rota Orat Taro Ator.  Pour violon et piano. 2004. Durée : 15 min Commande de la Harvard Musical Association de Boston, où est créé l'œuvre.
- Rondo avec un janus à deux visages. Pour violon et violoncelle. 2001. Durée : 7 min Dédié à Christoph Dangel.
- Canto Quinto.  Pour violon et électronique (Max). 2007 Durée : 10 min
- Gravitation I et II, pour violon et piano.  Commande 2001/2002, pour Hanheinz Schneeberger. Création par Schneeberger et Stefka Perifanova en Gare du Nord de Bâle. Durée : 15 min
- Praelu-Duell, pour deux violonistes en queue de pie. Durée : 10 min Écrit pour le 100e anniversaire de l'Académie de musique de Bâle. Création par Hansheinz Schneeberger et Helena Winkelman.
- Poezia Impura, pour violon et harpe en Obertonstimmung. 2016, sur 4 poèmes de Pablo Neruda. Commande du festival de Lucerne. Durée : 15 min

### Instruments seuls
- Impromptu.  Pour piano. En 2007, commande de Dana Ciocarlie, Paris. Durée : 12 min
- Sämi's piece, pour piano. 2004. Dédié à Samuel Wettstein. Durée : 4 min
- Aqua, Terra, Aria, Ignis, pour flûte alto/flûte/piccolo. Ces pièces sur les quatre éléments peuvent être jouées indépendamment. Durée :  Aqua : 8 min ; Ignis : 3 min ; Aria : 3 min ; Terra 6 min Dédiés successivement aux flûtistes Eva Oertle, Alain Winkelman, Roy Amotz et Isabelle Schnöller.
- Ciaconna, pour violon seul. 2000, commande de Chiara Banchini, Bâle. Durée : 7 min